# Cifuentes (Spanyolország)
Cifuentes egy község Spanyolországban, Guadalajara tartományban. Cifuentes Budia, Henche, Solanillos del Extremo, Masegoso de Tajuña, Las Inviernas, El Sotillo, Torremocha del Campo, Torrecuadradilla, Canredondo, Sacecorbo, Ocentejo, Valtablado del Río, Arbeteta, Trillo, Guadalajara, Mantiel és Durón községekkel határos. Lakosainak száma 1701 fő (2024).

## Népesség
A település népessége az utóbbi években az alábbiak szerint változott:
| Lakosok száma | 2122 | 2019 | 2038 | 2075 | 2109 | 1961 | 1830 | 1645 | 1611 | 1701 |
|               | 2001 | 2004 | 2006 | 2009 | 2011 | 2014 | 2016 | 2019 | 2021 | 2024 |